# Сідні Ґрінстріт
Сі́дні Г'юз Ґрі́нстріт (англ. Sydney Hughes Greenstreet; 27 грудня 1879, Кент — 18 січня 1954, Голлівуд) — англійський характерний актор театру та кіно, найбільше знаний ролями дотепних і чарівних негідників та шахраїв у низці голлівудських фільмів 1940-х років.
Огрядний британський актор з унікальним вкрадливим стилем мови, який зробив успішну театральну кар'єру в Англії, 62-річний Ґрінстріт сенсаційно дебютував на екрані у фільмі нуар «Мальтійський сокіл» (1941). За час своєї нетривалої голлівудської кар'єри, що тривала до 1949 року, Ґрінстріт встиг зіграти у 25 картинах, особливо запам'яталися за ролями у фільмах «Касабланка» (1942), «Через океан» (1942), «Маска Димитріоса» (1944), «Шлях до Марселя» (1944), «Між двох світів» (1944), «Конфлікт» (1945), «Різдво в Коннектикуті» (1945), «Вердикт» (1946), «Три незнайомці» (1946) і «Шлях фламінго» (1949).
У 1942 році Ґрінстріт був номінований на Оскар у номінації «найкращий актор другого плану» за роботу у фільмі «Мальтійський сокіл» (1941).

## Ранні роки життя
Сідні Ґрінстріт народився в Сендвічі, графство Кент, Англія, був одним з вісьмох дітей у сім'ї торговця шкірою. У 19 років вирушив на Цейлон, розраховуючи стати чайним плантатором, але через два роки після посухи, що знищила урожай, був змушений повернутися на батьківщину, де протягом року працював в агентстві, керівником пивоварні.

## Кар'єра в театрі (1902—1940)
Лише у 1902 році Ґрінстріт звернув свій погляд на театр, і вступив у Акторську академію Бена Ґріта, де дебютував у ролі вбивці в історії про Шерлока Голмса. У 1903 році Ґрінстріт гастролював з театром Гріта по Англії, виконуючи різні ролі в шекспірівському репертуарі, зокрема, ткача в спектаклі «Сон в літню ніч» і Казки — в Юлія Цезаря. У 1904 році з шекспірівської трупи Ґрінстріт вперше прибув у США, а рік по тому дебютував на Бродвеї в середньовічній мораліте «Кожна людина». Впродовж наступних кількох років Ґрінстріт гастролював по світу, зігравши в шекспірівських п'єсах у Канаді, Південній Америці, Індії, Італії, Франції та Північній Африці.
Починаючи з 1907 року, Ґрінстріт був постійно зайнятий у театральних постановках на Бродвеї. Зіграв за цей час у понад 30 спектаклях, «легко переходячи від музичної комедії до Шекспіра». У 1920–30-і роки Ґрінстріт виходив на сцену в таких спектаклях, як комедія Оскара Уайльда «Віяло леді Віндермір», оперета «Принц-студент», драма Юджина О'Ніла «Мільйони Марко», класична комедія Аристофана «Лісістрата», драма «Земля» за романом Перл Бак і мюзикл «Роберта» за участю Боба Гоупа, Джорджа Мерфі та Фреда МакМюррея, який став великим хітом в 1933 році. Після тріумфальної гри в «Роберті» Ґрінстріт ввійшов до постійної трупи Альфреда Ланта і Лінн Фонтенн, протягом шести років зігравши головні ролі в таких п'єсах як «Амфітріон 38» і «Хай згине ніч» Роберта Шервуда . Упродовж понад тридцяти років Ґрінстріт був виключно театральним актором.

## Кар'єра в кіно (1941—1949)

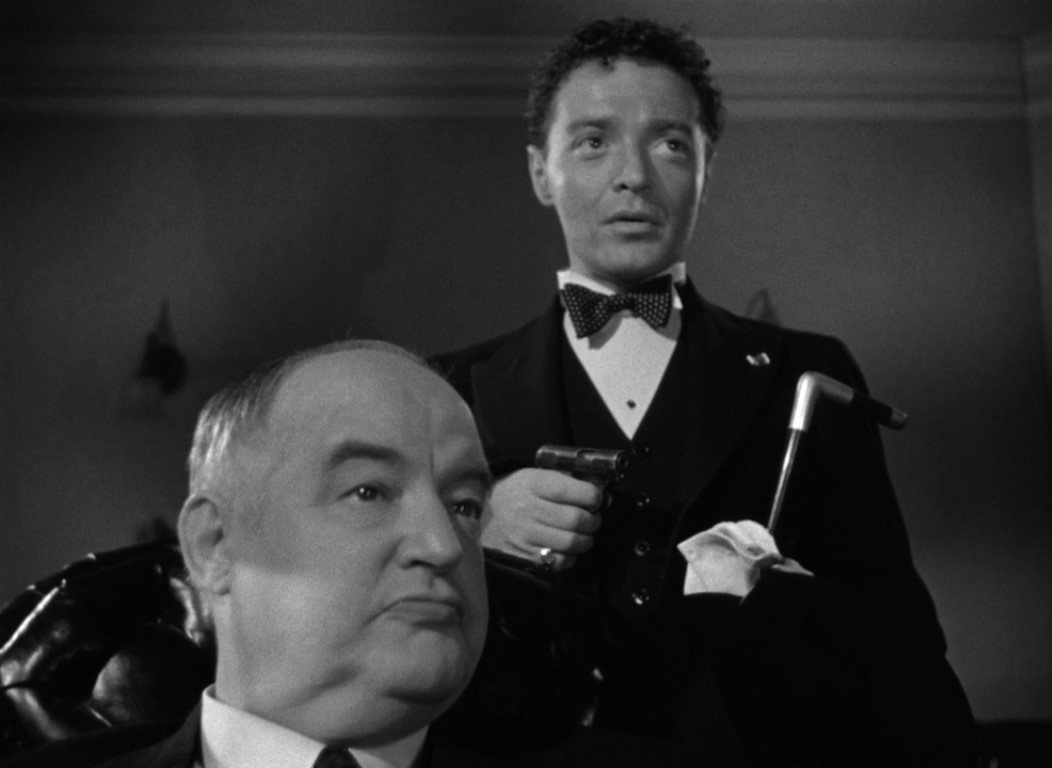
Сідні Ґрінстріт і Пітер Лорре у фільмі «Мальтійський сокіл» (1941)

У 1940 році під час гастролей у Лос-Анджелесі з виставою «Хай згине ніч» за п'єсою Роберта Шервуда Ґрінстріт познайомився з кінорежисером Джоном Г'юстоном, який запропонував йому зіграти безжального (Товстуна) Гатмена у фільмі нуар «Мальтійський сокіл» (1941) за романом Дешила Геммета. Дебют Ґрінстріта в кіно відбувся, коли йому було 62 роки, і він важив 300 фунтів. Важкий, значний чоловік, Ґрінстріт ідеально підійшов на роль потужного, але дивним чином зніженого Гатмена, величавого денді, який був по своїй суті втіленням зла. У «Мальтійському соколі» Ґрінстріт з'явився з двома акторами, з якими буде пов'язаний назавжди — із зіркою Гамфрі Богартом і колегою, характерним актором Пітером Лорре. Авторитетний кінокритик Бослі Кроутер був вражений видатною грою Ґрінстріта в цьому фільмі, назвавши його «чудовим у ролі витонченого англійського шахрая». Журнал «Newsweek» відзначив Ґрінстріта схожою похвалою, написавши, що «містер Ґрінстріт привніс у Голлівуд комедійний талант і лиходійство, які утримають його тут нескінченно довго». Робота в цьому фільмі принесла Ґрінстріту номінацію на Оскар як кращому акторові другого плану, а також багаторічний контракт з «Warner Bros.».
Другим фільмом Ґрінстріта стала історична драма про події Громадянської війни в США 1860-х років «Вони померли на своїх постах» (1942), у якому він зіграв невелику, але ефектну роль генерал-лейтенанта Вінфілда Скотта. Потім він возз'єднався з Богартом у шпигунському фільмі «Через океан» (1942), виконавши роль чарівного професора доктора Лоренца, який є таємним агентом японської розвідки під час Другої світової війни. Бослі Кроутер був захоплений його грою, описавши її в «New York Times» як «абсолютну загадку — його персонаж шкідливий, але піднесений, чемний і повний завидного витонченості, і при цьому твердий і непередбачуваний всередині».

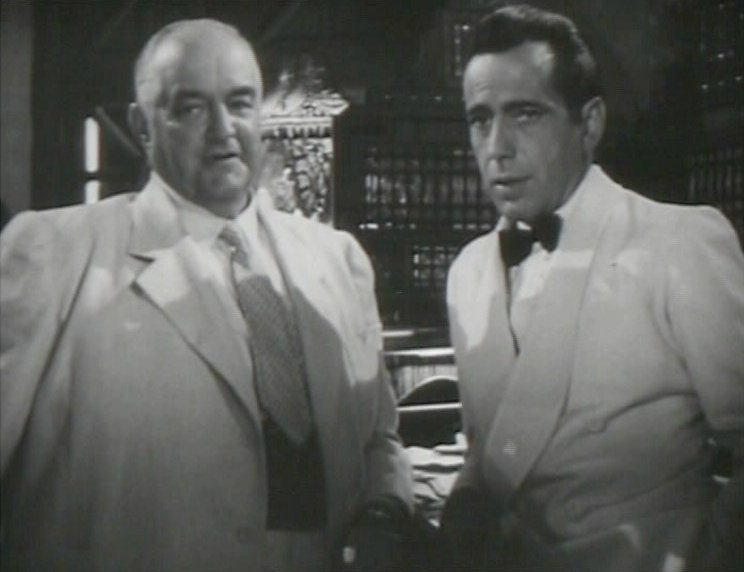
Сідні Ґрінстріт і Гамфрі Богарт у фільмі «Касабланка» (1942)

У третій стрічці 1942 року, знаменитій «Касабланці» (1942) Ґрінстріт зіграв «невелику, але пам'ятну роль» шахраюватого власника нічного клубу, знову зустрівшись із Богартом і Лорре. Нарешті, у військовій шпигунській драмі «Витоки небезпеки» (1943) Ґрінстріт виступив у ролі глави ворожої розвідки в Туреччині, а Лорре — у незвичайній для себе позитивній ролі російського шпигуна, який працює спільно з американським агентом (Джордж Рафт).
У 1944 році Ґрінстріт та Лорре зіграли разом ще кілька разів у таких фільмах, як «Шлях до Марселя» (знову разом з Богартом), «Маска Димитріоса» і «Конспіратори». Зроблений як свого роду продовження «Касабланки», трохи безладний, але дуже захопливий екшн. «Шлях до Марселя» розповідає історію втечі волелюбного французького журналіста (Богарт) з в'язниці на Чортовому острові недалеко від узбережжя французької Гвіани. По дорозі він потрапляє на французьке судно, яким командує профашистський майор Дюваль (Ґрінстріт). Однак його ворожі дії успішно нейтралізуються патріотично налаштованими членами команди на чолі з Богартом.
У військовій шпигунській драмі «Конспіратори», посередньої шпигунської саги, яка також намагалася відтворити успіх «Касабланки», Ґрінстріт виконав роль керівника групи підпільників у Лісабоні, Пол Генрейд — диверсанта-антифашиста, а Лорре — одного з членів підпільної групи. Потім Ґрінгстріт повернувся в похмуре царство фільму нуар з «Маскою Димитріоса», у якому зіграв темного ділка й колишнього в'язня, одержимого бажанням знайти міжнародного авантюриста Димитріоса (Захарі Скотт), після зради якого він опинився у в'язниці (його партнером по фільму знову був Лорре). Відзначений високими оцінками за цю роль, виконану в «лукавому піднесеному стилі», Ґрінстріт, проте, визнав, що грати в театрі йому було легше, ніж у кіно. Цього ж року Ґрінстріт зіграв самого себе в зоряному музично-комедійному кінорев'ю «Голлівудська лавка для військ» (1944), яку зробила студія «Warner Bros.» в підтримку учасників війни. У драматичній фантазії «Між двох світів» (1944) молода пара після невдалої спроби втечі з нацистської Німеччини вирішує покінчити життя самогубством отруївшись газом, і виявляється в лімбі на роздоріжжі між раєм і пеклом, де їхню долю повинен визначити преподобний Тім Томпсон (Ґрінстріт). Хоча сам фільм не мав особливого успіху, критик Лос-Анджелеса Екземінер написав, що «Ґрінстріт дає найприроднішу гру, яку тільки ми бачили на екрані протягом багатьох років».
Сильне бажання Ґрінстріта зіграти в комедії, нарешті збулося, коли в легкій військовій романтичній історії «Подушка на пост» (1945) з Айдою Лупіно він виконав роль командира, в підпорядкуванні якого служить головний герой. У тому ж році в ексцентричній романтичній комедії «Різдво в Коннектикуті» (1945) Ґрінстріт постав в образі великого видавця, який за допомогою свого редактора з діловодства (Барбара Стенвік) вирішує влаштувати затишне рекламне різдво для героя війни.
Одночасно Ґрінстріт продовжував грати у фільмах нуар, виконавши головні ролі в трьох картинах поспіль — «Конфлікт» (1945), «Три незнайомці» (1946) і «Вердикт» (1946). «Конфлікт» був шостим і останнім спільним фільмом Грінстріта з Богартом, але при цьому вперше Богарт зіграв лиходія, який вбиває дружину, а Ґрінстріт — досвідченого психіатра і друга сім'ї, який розкриває цей злочин.
У фільмі нуар «Три незнайомці» (1946) Ґрінстріт зіграв зовні благопристойного адвоката, який загруз у фінансових махінаціях, які доводять його до вбивства. Дія фільму нуар «Вердикт» (1946) відбувається у 1890-і роки. Звільнений зі служби інспектор Скотленд-Ярда (Ґрінстріт) за допомогою свого друга, книжкового ілюстратора (Лорре) розкриває вчинене ним вбивство, щоб дискредитувати свого недосвідченого наступника. Це була остання з дев'яти спільних робіт Ґрінстріта і Лорре.
Ґрінстріт знову ненадовго змінив жанр і постав в образі письменника Вільяма Теккерея в біографічній драмі «Відданість» (1946) про сестер Бронте, яких зіграли Айда Лупіно й Олівія де Гевіленд. Потім слідувала сатирична драма «Рекламісти» (1947) про представника рекламного агентства (Кларк Гейбл), який змушений терпіти примхи свого найбільшого замовника, керівника косметичної компанії, самодура і тирана, якого грає Ґрінстріт. У готичній мелодрамі-трилері «Жінка в білому» (1948) Ґрінстріт зіграв диявольського графа Фоско, який хоче заволодіти спадщиною вбитого аристократа, використовуючи підставних осіб, шлюб за розрахунком, шантаж, прихованих родичів і придушення власних сімейних таємниць.

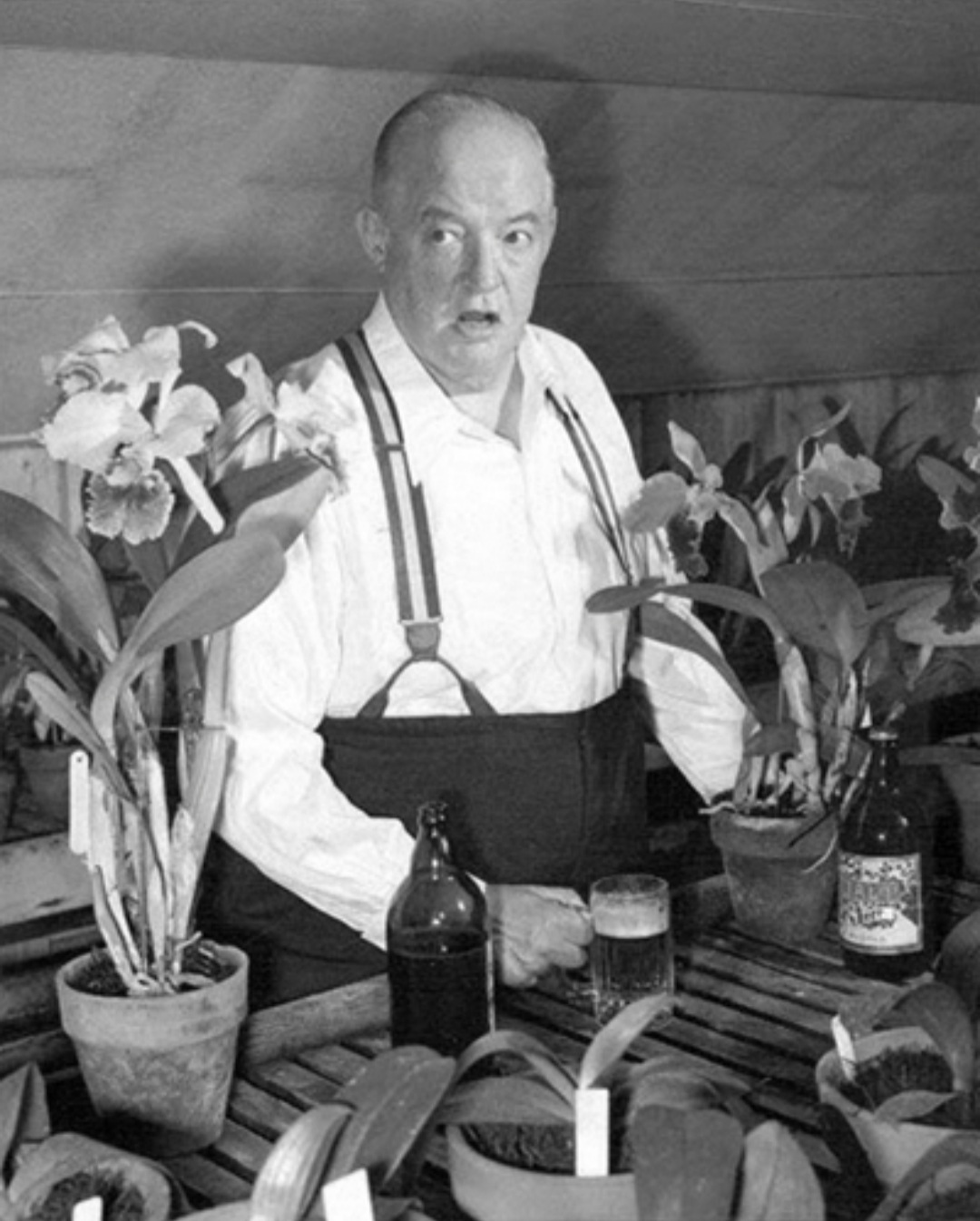
Сідні Ґрінстріт на записі радіопрограми «Нові пригоди Ніро Вульфа» (1950)

Нуар «Безжальний» (1948) розповідає про підйом і падіння безпринципного фінансиста (Захарі Скотт), одного з ділових партнерів, а потім і жертв яких грає Ґрінстріт. У драмі-нуар «Шлях фламінго» (1949) у офіціантки в невеликому містечку (Джоан Кроуфорд) починається роман з одним з молодих місцевих політиків. Його патрон, фактичний правитель міста шериф Тітус Семпл (Ґрінстріт) вирішує прибрати її зі шляху, і за сфабрикованою справою садить у в'язницю. Однак, вийшовши на свободу, вона починає жорстоко мститися всім своїм кривдникам. «Дотик оксамиту» (1948) став останнім фільмом нуар Ґрінстріта. У цій картині він зіграв «вправного і спритного детектива, який розслідує вбивство знаменитого бродвейського продюсера», водночас його персонаж вміло «приховує своє витончене чуття під маскою добродушності й самозневажливим гумором». Журнал «Variety» зазначив, що цією роллю Ґрінстріт доставляє «величезне задоволення публіці», а критик Голлівуд-репортер написав, що «він виразно домагається успіху в ролі поліцейського інспектора». Свою останню роль у кіно Ґрінстріт зіграв у пригодницькому трилері воєнного часу «Малайя» (1949) за участю Спенсера Трейсі та Джеймса Стюарта.

## Акторське амплуа й оцінка творчості
На думку кінокритика Джейсона Енкена, «Сідні Ґрінстріт входив у число найкращих характерних акторів Голлівуду», йому вдалося створити образ «класичного негідника, злочинні дії якого в таких картинах, як „Касабланка“ і „Мальтійський сокіл“, залишаються одними з найбільш пам'ятних і загадкових відображень зла, коли-небудь переданих на екрані». Як зазначає історик фільму нуар Ендрю Спайсер, фірмовим екранним образом Ґрінстріта стала «лощена елегантність і м'який аристократичний голос, під якими ховалися підступність і порочність». У біографії актора на сайті Turner Classic Movies вказується, що Ґрінстріт неодноразово грав ролі "чудового інтригана і розумного, далекоглядного архітектора злочинів, але іноді грав і симпатичних персонажів, зокрема, у «Різдво в Коннектикуті» (1945). Однак Спайсер зауважує, що хоча "Ґрінстріт і вмів грати позитивні ролі, зокрема, по-батьківськи співчутливого психіатра в «Конфлікті» (1945), сильною стороною актора все-таки залишалося чемне лиходійство, зокрема у таких фільмах, як «Маска Димитріоса» (1944), «Три незнайомці» (1946) і «Вердикт» (1946).

## Останні роки життя і смерть
Полишивши кіно, Ґрінстріт у 1950–51 роках виконував роль приватного детектива Ніро Вульфа в радіопрограмі каналу «Ен-Бі-Сі» «Нові пригоди Ніро Вульфа». У 1952 році Ґрінстріт заявив про свою відставку.
Протягом багатьох років Ґрінстріт хворів на діабет і хвороби нирок. Помер 18 січня 1954 року в Голлівуді.

## Фільмографія
| Рік  | Назва Фільму                  | Оригінальна назва фільму      | Роль                                 |
| ---- | ----------------------------- | ----------------------------- | ------------------------------------ |
| 1941 | Мальтійський сокіл            | The Maltese Falcon            | Каспер Гатмен                        |
| 1941 | Вони померли на своїх постах  | They Died with Their Boots On | Генерал-лейтенант Вінфілд Скотт      |
| 1942 | Через океан                   | Across the Pacific            | Доктор Лоренц                        |
| 1942 | Касабланка                    | Casablanca                    | сеньйор Феррарі                      |
| 1943 | Витоки небезпеки              | Background to Danger          | Полковник Робінсон                   |
| 1944 | Шлях у Марсель                | Passage to Marseille          | Майор Дюваль                         |
| 1944 | Між двох світів               | Between Two Worlds            | Преподобний Тім Томпсон              |
| 1944 | Маска Димитріоса              | The Mask of Dimitrios         | Містер Пітерс                        |
| 1944 | Конспіратори                  | The Conspirators              | Рікардо Квінтанілла                  |
| 1944 | Голлівудська лавка для військ | Hollywood Canteen             | Сідні Ґрінстріт                      |
| 1945 | Подушка на пост               | Pillow to Post                | Полковник Майкл Отлі                 |
| 1945 | Конфлікт                      | Conflict                      | Доктор Марк Гемілтон                 |
| 1945 | Різдво в Коннектикуті         | Christmas in Connecticut      | Александер Ярдлі                     |
| 1946 | Три незнайомці                | Three Strangers               | Джером К. Ербатні                    |
| 1946 | Відданість                    | Devotion                      | Вільям Теккерей                      |
| 1946 | Вердикт                       | The Verdict                   | Суперінтендант Джордж Едвард Гродман |
| 1947 | Цей шлях з жінкою             | That Way with Women           | Джеймс П. Олден                      |
| 1947 | Рекламісти                    | The Hucksters                 | Івен Ллевеллін Івенс                 |
| 1948 | Дотик оксамиту                | The Velvet Touch              | Капітан Денебрі                      |
| 1948 | Безжальний                    | Ruthless                      | Бак Менсфілд                         |
| 1948 | Жінка в білому                | The Woman in White            | Граф Александро Фоско                |
| 1949 | Шлях фламінго                 | Flamingo Road                 | Шериф Тітус Семпл                    |
| 1949 | Малайя                        | Malaya                        | голландець                           |

## Нагороди та номінації
| Рік  | Нагорода                                    | Фільм              | Категорія                            | Результат |
| ---- | ------------------------------------------- | ------------------ | ------------------------------------ | --------- |
| 1942 | «Премія Національної ради кінокритиків США» | Через океан        | Найкращий актор                      | Перемога  |
| 1941 | Премія «Оскар»                              | Мальтійський сокіл | Найкраща чоловічу роль другого плану | Номінація |